# Güzelpınar (Denizli)
Güzelpınar (türkisch für schöne Quelle) ist ein Dorf im Landkreis Denizli der gleichnamigen türkischen Provinz. Güzelpınar liegt etwa 30 km nordöstlich der Provinzhauptstadt Denizli. Güzelpınar hatte laut der letzten Volkszählung 657 Einwohner (Stand Ende Dezember 2010).